# الساحة الشرفية (رواية)
الساحة الشرفية هي رواية من تأليف عبد القادر الشاوي صدرت لأول مرة سنة 1999 عن دار الفنك في الدار البيضاء وتُرجمت لاحقًا إلى لغات أجنبية وأُعيد إصدارها بنسخة جيب حديثة سنة 2021. الرواية تستحضر واقع السجن السياسي في المغرب في سياق سنوات الجمر والرصاص وتعكس من خلال شخصياتها المركبة حالة المثقف والإنسان المغربي في مواجهة السلطة والقمع مع طرح فلسفي لقضايا الحرية والاغتراب والهوية.

## المؤلف
عبد القادر الشاوي هو كاتب وروائي مغربي وُلد سنة 1950 ينتمي إلى جيل ما بعد الاستقلال في المغرب. اشتهر بكتاباته السياسية والسردية كما عُرف بتجربته الاعتقالية في السجون المغربية خلال السبعينات والثمانينات من القرن الماضي. له مؤلفات متنوعة في الرواية والمقالة والسيرة الذاتية من أبرزها "كان وأخواتها" و"باب تازة" و"الساحة الشرفية" التي تُعد من أبرز أعماله الروائية والتي نال عنها جائزة المغرب للكتاب.

## ملخص الرواية
تدور الرواية حول شخصية "سعد الأبرامي" الذي يُعتقل ويُسجن في سجن فاس بتهمة سياسية. في داخل السجن يلتقي بخمسة سجناء آخرين لكل منهم صوته الخاص وتجربته المختلفة : إدريس العمراوي ومصطفى الدرويش وعبد العزيز صابر وأحمد الريفي وحكيمة. تتقاطع مصائر هؤلاء الشخصيات في مكان مغلق لكنه مشبع بالتفاعل الإنساني والفكري.
تنتقل الرواية بين عالم السجن وقرية "براندة" التي تمثل العالم الخارجي والتي يعود إليها السارد بعد الإفراج عنه. إلا أن براندة ليست أقل اغترابًا من السجن فالصراعات الاجتماعية والسياسية والعائلية فيها تعكس تمزقات المجتمع المغربي نفسه.

## الحبكة والأسلوب
اعتمد الشاوي في "الساحة الشرفية" على أسلوب تعدد الأصوات حيث يروي كل سجين قصته بصوته مما يمنح الرواية غنى سرديًا وتنوعًا في وجهات النظر. تبدأ الرواية بفصل عن قرية براندة ثم تتوالى فصول خاصة بكل شخصية قبل أن تعود الرواية لتغلق الحلقة بسعد الأبرامي وعودته إلى قريته.
اللغة التي استخدمها الكاتب تتراوح بين الوصف الدقيق والتحليل النفسي العميق وهي لغة مشبعة بالسخرية أحيانًا والتأمل الفلسفي في أحيان أخرى. ويتقاطع النص مع البنية السردية للذاكرة حيث يعتمد الكاتب على تقنية التذكر والاسترجاع.

## الشخصيات الرئيسية
- سعد الأبرامي : الشخصية المحورية مثقف معتقل سياسي يمثل الضمير النقدي في الرواية.

- إدريس العمراوي : يمثل شخصية المثقف المتردد والعاطفي.

- مصطفى الدرويش : صوت النضال اليساري نقدي ورافض.

- عبد العزيز صابر : متدين يرى الحل في الإيمان والصبر.

- أحمد الريفي : شخصية شعبية تمثل الفئات الهامشية.

- حكيمة : السجينة الوحيدة تمثل صوت المرأة والحرية.[5]

## المغزى
الرواية لا تتحدث عن الاعتقال كحدث سياسي فقط بل تطرحه كتجربة وجودية. السجن في "الساحة الشرفية" ليس جدرانًا فقط بل هو فضاء للتأمل وللصراع الداخلي ولإعادة بناء الذات. كما تطرح الرواية تساؤلات حول الحرية والهوية والانتماء والفرق بين القيود الخارجية والداخلية.

## النقد الأدبي
نالت الرواية إعجاب النقاد بسبب أسلوبها المركب وقدرتها على تقديم سرد متعدد الأبعاد. أشاد النقاد ببنية الأصوات المختلفة وبقدرة الشاوي على جعل السجن فضاء روائيًا خصبًا للحوار الإنساني. في المقابل انتقد البعض الإطالة في بعض الفصول والتكرار في تصوير المشاهد الداخلية.